# Last Resort
«Last Resort» es el primer sencillo del primer álbum de estudio de la banda de Nu Metal Papa Roach y una de las canciones más populares del grupo. Fue lanzado como sencillo el 18 de septiembre del 2000.

## Videoclip
En el video de la canción el grupo aparece dando un concierto y se muestra la vida de los asistentes al concierto. En una parte del video en las estrofas finales, el vocalista Jacoby Shaddix se muestra como si se estrangulara y después muestra la señal de la Higa con las dos manos. Esta parte fue censurada en algunas veces distorsionando el gesto ofensivo junto con algunas palabras de la letra.
En el canal Vevo de la banda se encuentra la versión censurada titulada: Last Resort (Censored Version), solo tapando la palabra "fuck" de la letra, mientras en que la otra versión más censurada llamada: Last Resort (Squeaky-Clean Version), censura las palabras "fuck", "cut", y "bleeding" cuando dice: "Don't give a fuck if I cut my arm bleeding", después la palabra "life" cuando dice: "If I took my life tonight?" y la palabra "suicide" en la parte que dice: "mutilation of out sight, and I'm contemplating suicide".

## Lista de canciones
| CD sencillo |                                |          |  |
| N.º         | Título                         | Duración |  |
| 1.          | «Last Resort» (LP Version)     |          |  |
| 2.          | «Legacy» (Clean Album Version) |          |  |
| 3.          | «Dead Cell» (Live)             |          |  |
| 4.          | «Infest» (LP Version)          |          |  |

| Versión Inglesa Single |                                              |          |  |
| N.º                    | Título                                       | Duración |  |
| 1.                     | «Last Resort»                                | 3:20     |  |
| 2.                     | «Broken Home» (Live Radio 1 Evening Session) | 3:46     |  |
| 3.                     | «Dead Cell» (Live Radio 1 Evening Session)   | 3:08     |  |
| 4.                     | «Last Resort» (CD-ROM)                       |          |  |

| Limitada Edición Inglesa Single |                                                             |          |  |
| N.º                             | Título                                                      | Duración |  |
| 1.                              | «Last Resort»                                               | 3:20     |  |
| 2.                              | «Last Resort» (Live Radio 1 Evening Session)                | 3:22     |  |
| 3.                              | «Between Angels And Insects» (Live Radio 1 Evening Session) | 4:21     |  |

| Versión Japonesa CD Promo Single |                               |          |  |
| N.º                              | Título                        | Duración |  |
| 1.                               | «Last Resort» (Clean Version) | 3:19     |  |
| 2.                               | «Last Resort» (LP Version)    | 3:19     |  |

## Apariciones
La canción ha aparecido en las películas Training Day, El único, Pay It Forward, Crush y las series Cold Case y Smallville; también ha sido utilizada por los luchadores profesionales Bryan Danielson y Nick Mondo, y en el especial de MTV "Niños Sangrientos Weekend" la canción estaba de fondo. En un episodio de los Power Rangers se puede apreciar un poco del video de la canción en un televisor. Desde el 18 de marzo del 2009, se puede descargar la canción para Rock Band; también se incluyó en una actualización del juego Tap Tap Revenge 2 para iPhone y iPod Touch.

## Remix
Existe un remix tributo a Papa Roach hecho por AELEMENTmusic, publicado el 29 de diciembre de 2012.

## Posicionamientos en las listas
| Listas                                    | Posición máxima |
| ----------------------------------------- | --------------- |
| U.S. Billboard Hot Modern Rock Tracks     | 1               |
| U.S. Billboard Hot Mainstream Rock Tracks | 4               |
| U.S. Billboard Hot 100                    | 57              |
| Reino Unido                               | 3               |
| Alemania                                  | 4               |